# کیوی پراپرتی
کیوی پراپرتی (انگلیسی: Kiwi Property) شرکت املاک نیوزیلندی است، که در سال ۱۹۹۲ تأسیس شد.